# Saar Steele
Saar Steele (* 28. September 1984 in Tel Aviv-Jaffa) ist ein ehemaliger israelischer Tennisspieler.

## Karriere
Bis 2007 spielte Steele nur vereinzelt Turniere. Diese Saison wurde die erste, in der er regelmäßiger spielte und in der er auch seinen ersten von drei Future-Titeln im Doppel gewann. 2008 stand er dank einer Wildcard das erste Mal in einem Challenger-Hauptfeld in Israel. Dort spielte er auch fast ausschließlich alle restlichen Turniere im Einzel, zuletzt 2017.
Im Doppel gelangen ihm 2009 und 2013 die Titel zwei und drei bei Futures. Zudem stand er beim Challenger in Ramat haScharon mit seinem Landsmann Dudi Sela im Halbfinale. Den einzigen Auftritt auf der ATP Tour hatte Steele 2011 in St. Petersburg erneut mit Sela, wo sie in der Auftaktpartie ausschieden. In der Weltrangliste stand er im Einzel 2012 mit Platz 1005 am höchsten; im Doppel ging es für ihn Anfang 2010 bis auf das Karrierehoch von Rang 580. 2016 wurde er zuletzt in der Rangliste notiert, gelegentlich spielt er noch Futures in seinem Heimatland.